# Antef VI

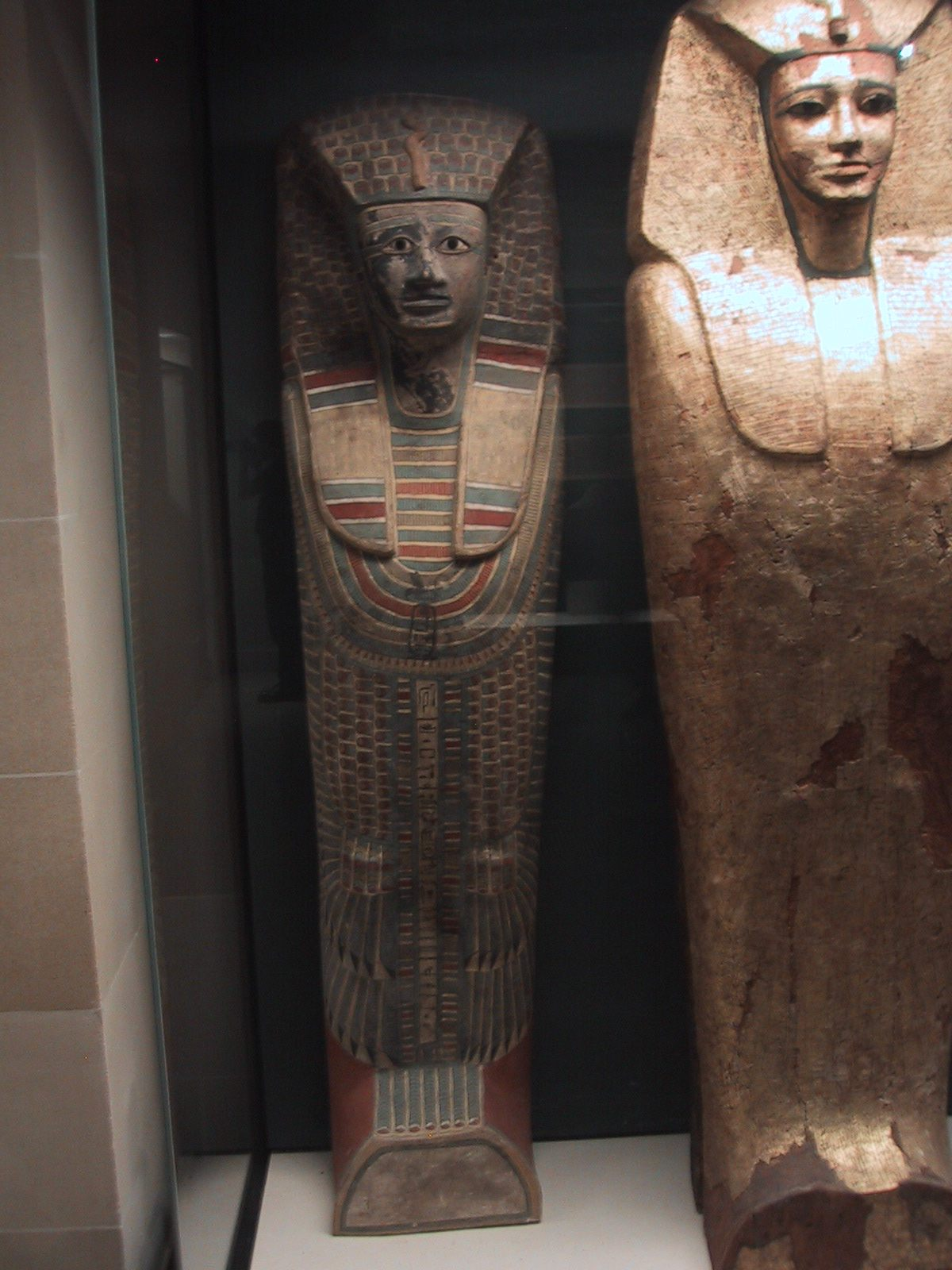
Trumny faraonów, prawa - Antefa VI

Antef V (Antef Starszy) – faraon, władca starożytnego Egiptu z XVII dynastii tebańskiej. Syn Sobekemsafa II, brat Antefa VII. Rządził w czasach podziału Egiptu na Dolny, rządzony przez Hyksosów, i górny z centrum w Tebach. 

## Życie
Sekhemre-Wepmaat - Intef V lub Antef VI. Jego nomen Intef-Aa , tłumaczy się jako „Jego ojciec przyprowadził go, wielkiego” lub "Intef Wielki" 
O faktach z życia monarchy, podobnie jak innych z tego okresu, nie wiadomo właściwie nic.

## Rodzina
Przyjmuje się iż był on Nubkheperre Intef byli braćmi, ze względu na inskrypcję owego na trumnie Antefa VI (bohatera tego artykułu. Bracia czasami nazywani są tym samym imieniem, Antefem czy Intefem VI właśnie.) Uważa się również iż obaj bracia byli synami królaSobekemsafa II. 

## Pogrzeb
Uznaje się że został pogrzebany w grobowcu na kształt piramidy w Nekropolii Dra Abu el-Naga. Jego grób został splądrowany dopiero w XIX. wieku.
Z samego grobowca ostał się piramidon, aktualnie w zbiorach Muzeum Brytyjskiego, trumna z zachowanym napisem iż pochował go brat, który to został jego następcą, oraz Papirus prisse. Ostała się również Skrzynia kanopska.

## Tytulatura
| M23 · X1 | L2 · X1 |

| M23 · X1 | L2 · X1 |

| N5 | Y8 | F13 · Q3 · Z9 | U4 · D36 | X1 |

| N5 | Y8 | F13 · Q3 · Z9 | U4 · D36 | X1 |

| N5 | Y8 | F13 · Q3 · Z9 | U4 · D36 | X1 |

| N5 | Y8 | F13 · Q3 · Z9 | U4 · D36 | X1 |

| M23 · X1 | L2 · X1 |

| M23 · X1 | L2 · X1 |

| N5 | Y8 | F13 · Q3 · Z9 | U4 · D36 | X1 |

| N5 | Y8 | F13 · Q3 · Z9 | U4 · D36 | X1 |

| N5 | Y8 | F13 · Q3 · Z9 | U4 · D36 | X1 |

| N5 | Y8 | F13 · Q3 · Z9 | U4 · D36 | X1 |

| G39 | N5 |

| G39 | N5 |

| W25 | M17 | N35 · X1 · f | O29V |

| W25 | M17 | N35 · X1 · f | O29V |

| W25 | M17 | N35 · X1 · f | O29V |

| W25 | M17 | N35 · X1 · f | O29V |

| G39 | N5 |

| G39 | N5 |

| W25 | M17 | N35 · X1 · f | O29V |

| W25 | M17 | N35 · X1 · f | O29V |

| W25 | M17 | N35 · X1 · f | O29V |

| W25 | M17 | N35 · X1 · f | O29V |